# Zolotets

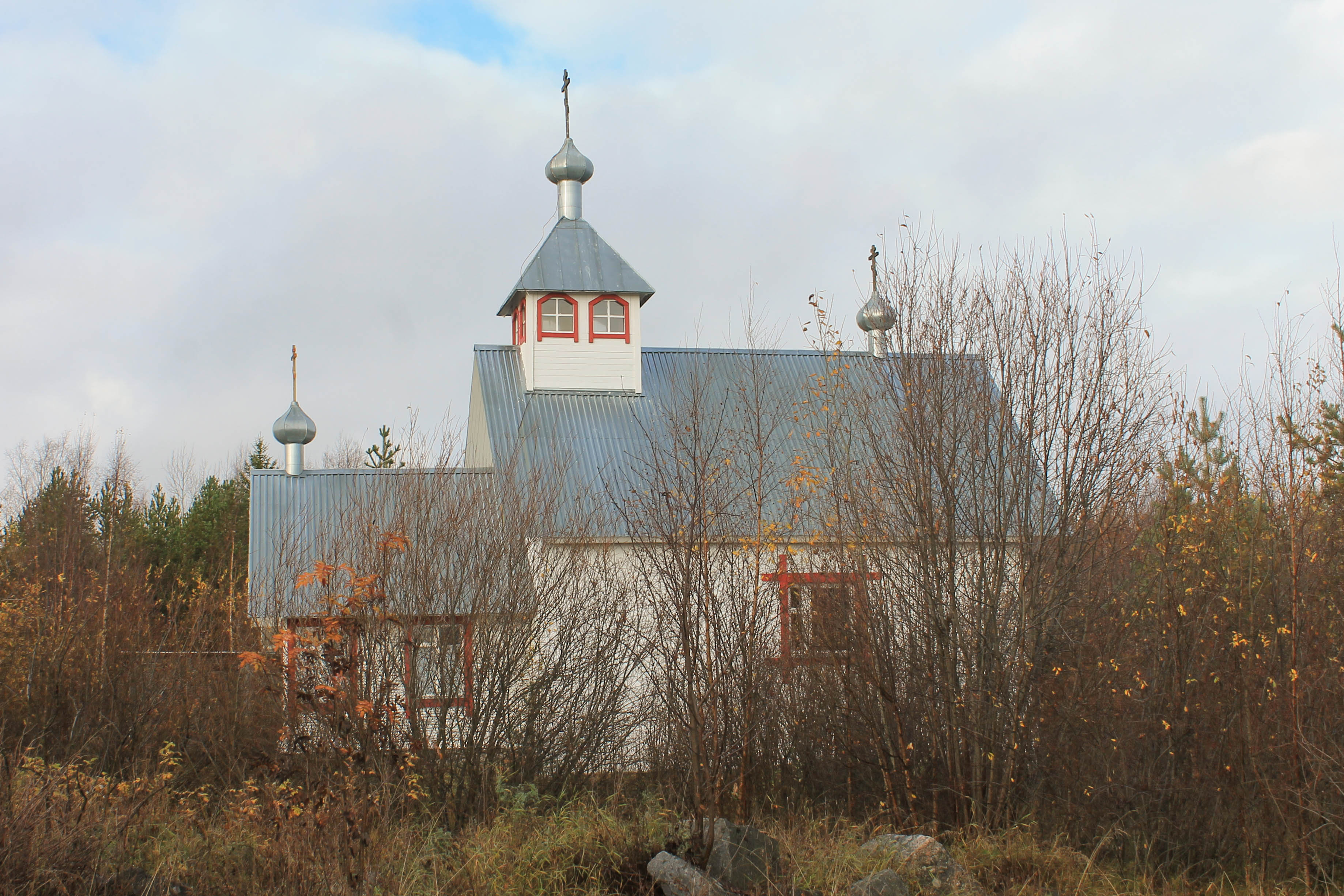
Église de Zolotets.

Zolotets (Золоте́ц) est un petit village en Russie situé dans le raïon de Belomorsk en République de Carélie. Il fait partie de la communauté urbaine de Belomorsk.

## Géographie
Zolotets se trouve sur la rive gauche de la rivière Vyg à 7 kilomètres au sud-ouest de la ville de Belomorsk.
Le village possède une maison de la culture, une bibliothèque et un petit point médical.
Le barrage hydroélectrique du Vyg se trouve à proximité.

## Population
La population était de 911 habitants en 2009 et de 643 habitants en 2013.

## Rues
- Rue Zolotetskaïa
- Rue Sovkhoznaïa
- Rue Tsentralnaïa
- Rue Energuetikov